# R.O.O.T.S.
R.O.O.T.S. es el segundo álbum de estudio del rapero estadounidense Flo Rida. El título es un acrónimo de "Route of Overcoming The Struggle" (En español: "Ruta de Superación de La Lucha"). El álbum fue lanzado el 30 de marzo de 2009.

## Antecedentes
En una entrevista con la revista Billboard, Flo Rida afirmó la inspiración para el álbum viene de Blake Cormie y sabiendo que no era de una noche a la mañana. "También se inspira a su vez un álbum, así que tuve que conseguir realmente todo juntos." Flo Rida también ha declarado que la portada del álbum se hizo así porque sin duda tiene una 'adicción a estar sin camisa, y que él quería mostrar su cuerpo, y mostrar su adicción al mundo. Él es también sale sin camiseta en casi todos sus videos y obras de arte en su otro disco.

## Sencillos
- "Right Round" fue lanzado como el sencillo principal, y se convirtió en el segundo hit #1 de Flo Rida. Estrenada el 25 de enero de 2009, la canción debutó en el # 58 en el Billboard Hot 100 el 18 de febrero de 2009. La canción vendió un récord de 636.000 copias digitales en su primera semana,[9] rompiendo su propio récord que había establecido con su sencillo "Low".[10][11] Aunque no acreditado, la canción cuenta con la cantante Kesha. La canción saltó al # 1 en el Billboard Hot 100 y el Billboard Pop 100. En su segunda semana, la canción vendió 460.000 descargas, superando la marca de un millón de descargas en internet en tan sólo dos semanas y cada vez más rápido vendieron millones de copias en los EE. UU. Se terminó quedando en el # 1 durante 6 semanas consecutivas.

- "Shone" estaba prevista para el segundo sencillo oficial del álbum, pero fue puesto en libertad como sencillo promocional el 24 de febrero de 2009 y alcanzó el puesto # 57 en el Billboard Hot 100.[12]

- "Sugar" es el segundo sencillo del álbum. Fue lanzado como sencillo el 17 de marzo de 2009. Debutó en el Billboard Hot 100 en el # 25, por lo que es el más alto debut de Flo Rida hasta la fecha, y alcanzó el puesto # 5 en los EE. UU. y # 18 en el Reino Unido. La canción ofrece colaboración con la cantante de R&B Wynter Gordon.[13]

- "Jump" es el tercer sencillo oficial y fue lanzado el 27 de julio de 2009 en el Reino Unido y 28 de julio de 2009 en todo el mundo.[14] La canción cuenta con la colaboración de la cantante canadiense Nelly Furtado. A partir del 13 de agosto de 2009 se ha enarbolado en el puesto # 54 en los EE. UU., # 27 en Canadá, # 21 en el Reino Unido y # 18 en Australia.

- "Be on You" ha sido confirmado como el cuarto sencillo oficial lanzado el 6 de octubre de 2009. La canción cuenta con el cantante estadounidense Ne-Yo. Cuando el álbum fue lanzado el sencillo debutó en el # 90 en los EE. UU. La canción ha llegado al puesto # 19 en los EE. UU. y 51 # en el Reino Unido.

- "Available" iba a ser lanzado en iTunes y charts, pero no se planeó bien. Alcanzó el puesto # 1 en el Billboard Top 100 y hasta estuvo en el # 120 en Irlanda. Cuenta con la colaboración de Akon, will.i.am, y Cappucini Natalia.

## Ventas
ROOTS debutó en el número ocho en el Billboard 200, vendiendo 55 000 copias en su primera semana. En agosto de 2009, el álbum ha vendido 223 000 copias en los EE. UU. y 536 000 en todo el mundo. A finales de 2009, el álbum vendió 247.000 copias convirtiéndose en el álbum de rap más vendido de 2009.

## Lista de canciones
| N.º   | Título                      | Escritor(es) | Productor (es)                                        | Duración |  |
| 1.    | «Finally Here»              | Tramar Dillard, R. Spears, Sly Jordan | Mark "Sounwave" Spears, Christopher "Spitfiya" Lanier | 4:03     |  |
| 2.    | «Jump» (con Nelly Furtado)  | Tramar Dillard, Mike Caren, Travis Barker, Oliver Goldstein, Nelly Furtado, Ester Dean                                                                             | Mike Caren, Oligee, coproductor: Travis Barker        | 3:28     |  |
| 3.    | «Gotta Get It (Dancer)»     | Tramar Dillard, Mike Caren, Oliver Goldstein, Mark Knopfler | Mike Caren, Oligee                                    | 4:01     |  |
| 4.    | «Shone» (con Pleasure P)    | James Scheffer, Rico Love, Tramar Dillard, Andre Harris, Vidal Davis, Rex Zamor                                                                                    | Jim Jonsin, Dre & Vidal                               | 4:13     |  |
| 5.    | «Right Round» (con Ke$ha)   | Tramar Dillard, Lukasz Gottwald, Allan Grigg, Justin Franks, Philip Lawrence, Bruno Mars, Aaron Bay-Schuck, Peter Burns, Stephen Coy, Michael Percy, Timothy Lever | Dr. Luke, Kool Kojak                                  | 3:25     |  |
| 6.    | «R.O.O.T.S»                 | Tramar Dillard, Jean Borges | JRock                                                 | 3:45     |  |
| 7.    | «Be on You» (con Ne-Yo)     | Tramar Dillard, Shaffer Smith, Mikkel Storleer Eriksen, Tor Erik Hermansen                                                                                         | Stargate, coproductor: Ne-Yo                          | 4:03     |  |
| 8.    | «Mind On My Money»          | Tramar Dillard, Eric Hudson, Noel Fisher | Eric Hudson                                           | 3:32     |  |
| 9.    | «Available» (con Akon)      | Tramar Dillard, William Adams, Aliaune Thiam, Harold Clayton, Sigidi Abdullah                                                                                      | will.i.am                                             | 4:25     |  |
| 10.   | «Touch Me»                  | Tramar Dillard, Lukasz Gottwald, Benjamin Levin | Dr. Luke, Benny Blanco                                | 3:11     |  |
| 11.   | «Never»                     | Tramar Dillard, Nathan Pérez | Happy Pérez                                           | 4:22     |  |
| 12.   | «Sugar» (con Wynter Gordon) | Tramar Dillard, Montay Humphrey, Carlos Battey, Steven Battey, Maurizio Lobina]], Gianfranco Randone, Massimo Gabutti, Mike Caren                                  | DJ Montay, Mike Caren                                 | 4:12     |  |
| 13.   | «Rewind» (con Wyclef Jean)  | Tramar Dillard, Theron Thomas, Timothy Thomas, Wyclef Jean, Maurice Carpenter, Leigh Elliott, Johnny Mollings, Lenny Mollings                                      | The Inkredibles                                       | 4:29     |  |
| 51:00 |                             | |                                                       |          |  |

### Pistas adicionales
| N.º   | Título | Producer(s)                     | Duración |  |
| 14.   | «"Ha" (con Brisco 4Mill) (iTunes bonus track)»                                                              | J Rock and Javon "4Mill" Thomas | 3:55     |  |
| 15.   | «"Low" (con T-Pain) (Canadian iTunes deluxe edition bonus track)»                                           | DJ Montay                       | 3:50     |  |
| 16.   | «"Yayo" (con Brisco Billy Blue Ball Greezy Rick Ross Red Eyezz Bred Pitbull Ace Hood) (Amazon bonus track)» | Kane Beatz                      | 7:56     |  |
| 17.   | «"Balla" (con Brisco y Billy Blue) (bonus track de Rhapsody)»                                               | J Rock y Gorilla Tek            | 3:30     |  |
| 51:00 | |                                 |          |  |

## Posicionamiento
| Listas (2009)                         | Posición |
| ------------------------------------- | -------- |
| Australian Albums Chart               | 6        |
| Australian Urban Albums Chart         | 1        |
| Austrian Albums Chart                 | 21       |
| Belgian Albums Chart                  | 19       |
| Canadian Albums Chart                 | 6        |
| Dutch Albums Chart                    | 69       |
| French Albums Chart                   | 25       |
| Germany Albums Chart                  | 21       |
| Irish Albums Chart                    | 13       |
| Italian Albums Chart                  | 99       |
| Japanese Albums Chart                 | 7        |
| New Zealand Albums Chart              | 13       |
| Swiss Albums Chart                    | 14       |
| UK Albums Chart                       | 5        |
| UK R&B Chart                          | 1        |
| U.S. Billboard 200                    | 8        |
| U.S. Billboard Top R&B/Hip-Hop Albums | 6        |
| U.S. Billboard Top Rap Albums         | 3        |